# Đảo Trà Bản
Đảo Trà Bản – wietnamska wyspa położona w zatoce Tonkińskiej.

## Geografia
Wyspa znajduje się w północnej części kraju, w prowincji Quảng Ninh. Đảo Trà Bản leży około 20 kilometrów od stałego lądu. Teren wyspy jest pagórkowaty i prawie cały porośnięty lasem. Łączna powierzchnia wyspy wynosi 141 km², jednak tylko około 72 km² znajduje się nad powierzchnią wody.

## Turystyka
Największymi atrakcjami turystycznymi wyspy są góra Đỉnh Nàng Tiên (Wróżkowy Szczyt) i wiele dzikich jaskiń. Đỉnh Nàng Tiên jest najwyższym punktem wyspy i ma wysokość 450 m n.p.m.. Góra ma kształt kobiety siedzącej na krześle i patrzącej na morze. Według legendy jest to rezydencja wróżki, która została ukarana życiem na ziemi ze względu na jej miłość do śmiertelników.
Najsławniejszą jaskinią wyspy jest jaskinia Nha Tro. Jest ona położona na małej wyspie pośrodku morza, dlatego można dostać się na nią tylko łodzią. Tamtejsze stalaktyty mają kształt zwierząt, takich jak smoki, żółwie, ptaki czy ryby.